# Theodora Kroeber

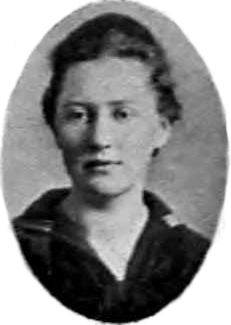
Theodora Kroeber (1919)

Theodora Kroeber Quinn (* 24. März 1897 als Theodora Kracaw in Denver; † 4. Juli 1979 in Berkeley) war eine US-amerikanische Ethnologin. Besonders bekannt wurde sie durch ihre Bücher über Ishi, den letzten Überlebenden der Yahi-Kultur.

## Leben
Theodora Kroeber wuchs als jüngstes von drei Kindern in der Minenstadt Telluride, Colorado auf; ihre Eltern waren Inhaber einer Gemischtwarenhandlung. 1915 zog die Familie nach Orland, Kalifornien und Kroeber studierte an der University of California, Berkeley, wo sie 1920 mit einem Master in Klinischer Psychologie abschloss. Ebenfalls 1920 heiratete sie Clifton Spencer Brown und zog mit ihm nach Santa Fe, New Mexico. Mit ihm hatte sie zwei Kinder, bevor Brown, der seit dem Ersten Weltkrieg an einer Lungenentzündung litt, im Jahr 1923 starb.
Kroeber kehrte nach Berkeley zurück und begann, angeregt durch die Zeit in New Mexico, ein Studium der Anthropologie bei Alfred Kroeber. 1926 heirateten die beiden; im selben Jahr unternahmen sie eine achtmonatige Forschungsexpedition nach Peru. Die beiden hatten zwei Kinder, den Literaturwissenschaftler Karl Kroeber und die Schriftstellerin Ursula Kroeber Le Guin.
Die Familie bezog ein altes Bauernhaus im Napa Valley und Theodora Kroeber kümmerte sich großenteils um die Erziehung der vier Kinder, begleitete allerdings ihren Mann weiterhin bei seiner Feldforschung, beispielsweise bei den Yurok am Klamath River. Auch in ihrem Anwesen hatte das Ehepaar häufig sowohl zu anderen Ethnologen als auch zu einheimischen Papago und Yurok Kontakt. Robert Spott, ein junger Yurok, erzählte Kroeber bis dahin nur mündlich überlieferte Legenden, die sie später in ihrem ersten Buch The Inland Whale verarbeitete.
Nachdem ihre Kinder erwachsen und ihr Mann im Ruhestand waren, begann sich Kroeber ernsthaft mit ihrer schriftstellerischen Tätigkeit auseinanderzusetzen. 1955 bis 1956 verbrachte das Paar am „Center for Advanced Study in the Behavioral Sciences“ der Stanford University. Dort verfasste Kroeber einen ersten unveröffentlichten Roman. 1959 schließlich erschien ihr erstes Buch The Inland Whale, in dem sie Erzählungen der Kalifornischen Indianer wiedergab. Dabei wählte sie nicht die bekanntesten Geschichten, sondern jene, in denen weibliche Protagonistinnen auftraten.
In den nächsten zwei Jahren beschäftigte sich Kroeber mit der Literatur zu Ishi, dem letzten Überlebenden der Yahi-Indianer, der 1911 gefunden wurde und 1916 an Tuberkulose starb. 1961 veröffentlichte sie Ishi in Two Worlds (auf Deutsch erschienen als Der Mann, der aus der Steinzeit kam). Das Buch wurde in den Vereinigten Staaten ein Bestseller und zählt heute zu den meistgelesenen Werken über die indigene Kultur Nordamerikas. 1964 kam ein Jugendbuch zum selben Thema heraus (Ishi. The Last of His Tribe). Dieses bildete auch die Basis für zwei Verfilmungen, Ishi: The Last of His Tribe (1978) und Der letzte seines Stammes (The Last of His Tribe) (1992).
1960 starb Alfred Kroeber. Theodora schrieb seine Biographie, Alfred Kroeber. A Personal Configuration. Daneben arbeitete sie mit dem Anthropologen Robert F. Heizer an zwei Veröffentlichungen. Die erste, Almost Ancestors, enthielt mehr als hundert Fotos kalifornischer Indianer; die zweite, Drawn from Life, enthielt Zeichnungen und Skizzen von Indianern aus der Zeit vor 1880. In beiden Fällen verfasste Kroeber den Begleittext.
1969 heiratete Kroeber den über 40 Jahre jüngeren Künstler und Psychotherapeuten John Harrison Quinn. 1977 wurde sie für ein Jahr in den Verwaltungsrat der Universität von Kalifornien berufen; in dieser Funktion sprach sie sich gegen die Beteiligung der Universität an der Kernwaffenforschung aus. Am 4. Juli 1979 starb Theodora Kroeber Quinn im Alter von 82 Jahren in Berkeley.

## Publikationen (Auswahl)
- The Inland Whale. Indiana University Press, Bloomington 1959, ISBN 0-520-24693-4.
- Ishi in Two Worlds. A biography of the last wild Indian in North America. Ishi Press, New York/Tokio 2011, ISBN 978-0-923891-01-5 (Erstausgabe: University of California Press, Berkeley  1961).
  - auf Deutsch: Der Mann, der aus der Steinzeit kam. Die Biographie des letzten wilden Indianers in Nordamerika. Bechtle, München/Esslingen 1967, DNB 457300183.
- Ishi. The Last of His Tribe. Bantam Books, New York 1973, ISBN 0-553-24898-7 (Erstausgabe: Parnassus Press, Berkeley  1964).
- Alfred Kroeber. A Personal Configuration. University of California Press, Berkeley 1970, ISBN 0-520-01598-3.
- mit Robert F. Heizer: Almost Ancestors. The first Californians. Sierra Club, San Francisco 1968, OCLC 187047.
- mit Robert F. Heizer und Albert B. Elsasser: Drawn from Life. California Indians in pen and brush. Ballena Press, Socorro (New Mexico) 1977, ISBN 0-87919-068-X.